# القيادة الوسطى للجيش الإسرائيلي

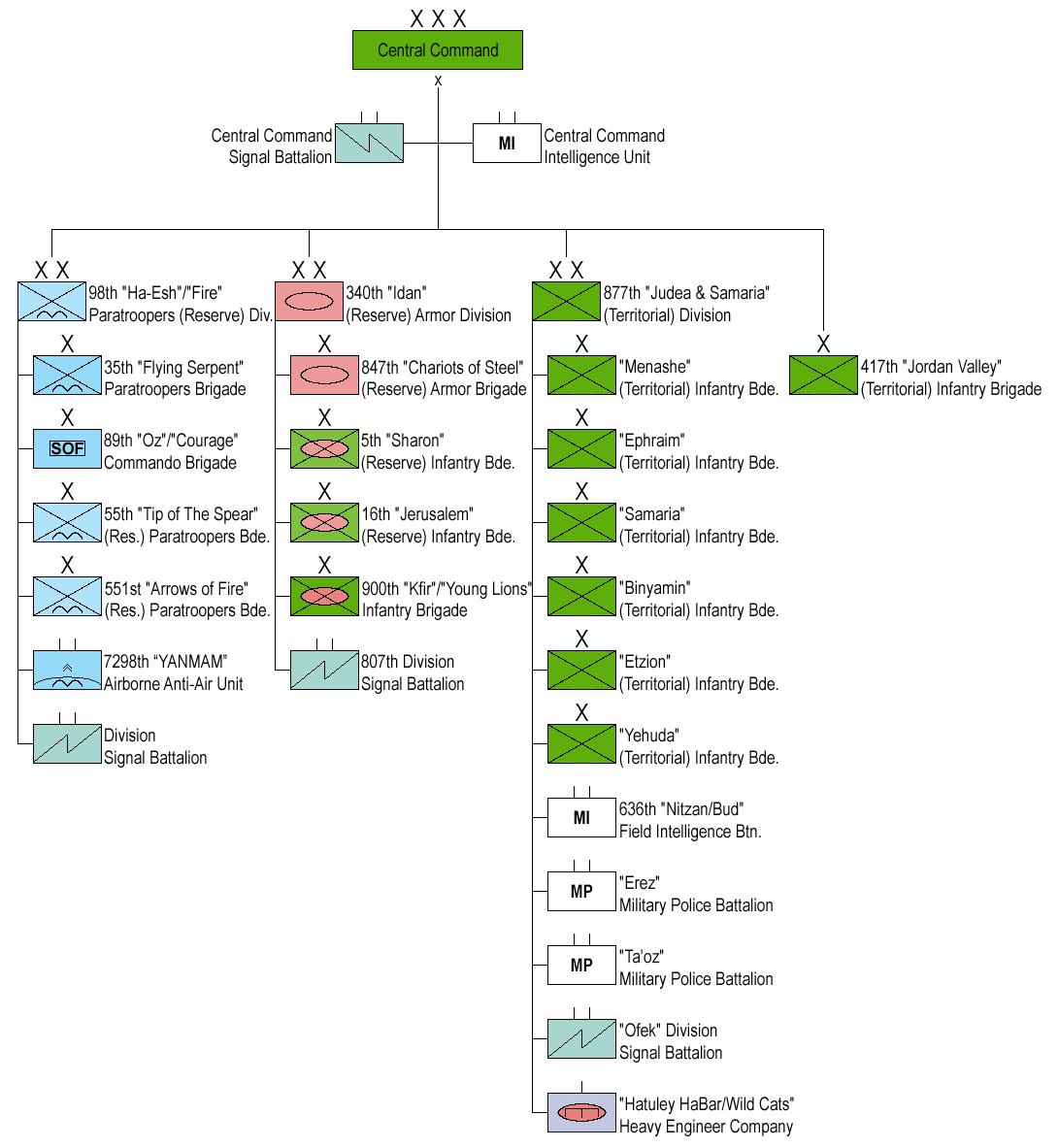

قيادة مكانية في الجيش الإسرائيلي. القيادة مسؤولة عن جميع الوحدات والفرق التي تقع في يهودا والسامرة والقدس و«هشرون» و«هشفلة» و«جوش دان». مقر القيادة الرئيسي يقع في حي «نيفي يعكوب» في شمال القدس. قائد القيادة الحالي هو اللواء ابي مزرحي.

## تاريخ القيادة
- في حرب 1948 كانت القيادة مسؤولة عن الحرب مع الأردن وخاصة عملت لفتح طريق القدس واحتلال المثلث الصغير اللد والرملة.
- في حرب الأيام الستة كانت القيادة مسؤولة عن احتلال يهودا والسامرة من الأردن. بالإضافة إلى ذلك حرروا قوات جنود المظليين شرق القدس والحائط الغربي.
- بدءا من الانتفاضة الأولى (1989) تركز القيادة أساسا عن مكافحة البنية التحتية للمنظمات الفلسطينية في منطقة يهودا والسامرة واحباط عملياتها.
- بعد خطة الانفصال عن غزة في عام 2005 أصبحت منطقة يهودا والسامرة المكان الوحيد الذي يجلس فيها الجيش الإسرائيلي بشكل عام من اجل في حماية المواطنين الإسرائيليين، وإحباط عمليات المنظمات الفلسطينية التي تسعى إلى ما تعتبره تحرير فلسطين من الاحتلال الإسرائيلي.
- كبرى عمليات القيادة في السنوات الأخيرة كانت عملية «السور الواقي» ضد الفلسطينيين في الضفة الغربية.